# Кросно (Лодзинське воєводство)
Кросно (пол. Krosno) — село в Польщі, у гміні Ґошковиці Пйотрковського повіту Лодзинського воєводства.
Населення — 251 особа (2011).
У 1975-1998 роках село належало до Пйотрковського воєводства.

## Демографія
Демографічна структура станом на 31 березня 2011 року:
|          | Загалом | Допрацездатний вік | Працездатний вік | Постпрацездатний вік |
| -------- | ------- | ------------------ | ---------------- | -------------------- |
| Чоловіки | 124     | 37                 | 71               | 16                   |
| Жінки    | 127     | 23                 | 71               | 33                   |
| Разом    | 251     | 60                 | 142              | 49                   |